# Joanna Chełchowska
Joanna Chełchowska, z domu Markiewicz (ur. 10 maja 1991 w Olsztynie) – polska koszykarka występująca na pozycjach niskiej lub silnej skrzydłowej, obecnie zawodniczka KKS Agapit Olsztyn.
Pod koniec 2020 wyszła za mąż, zmieniając nazwisko na Chełchowska.

## Osiągnięcia
Stan na 24 kwietnia 2022, na podstawie, o ile nie zaznaczono inaczej.

### Indywidualne
- Zaliczona do I składu najlepszych zawodniczek:
  - grupy A I ligi (2017, 2018)[3]
  - juniorek starszych (2010)
- Liderka w przechwytach I ligi (2012 – 4,21[4], 2014 – 3,63[5], 2016 – 4,3[6], 2017 – 4,9[7], 2018 –  4,55[8], 2020 – 5,63[9])

### Reprezentacja
- Brązowa medalistka mistrzostw Europy U–20 (2011)[10][11]
- Uczestniczka mistrzostw Europy:
  - U–20 (2010 – 9. miejsce, 2011)[12]
  - U–16 (2007 – 10. miejsce)[13]